# Ocnerites macroceraticus
Ocnerites macroceraticus is een fossiele soort schietmot uit de familie Phryganeidae.